# Жан-Марі Леклер
Жан-Марі Леклер (старший; фр. Jean-Marie Leclair; 10 травня 1697, Ліон — 22 жовтня 1764, Париж) — французький скрипаль і композитор, основоположник французької скрипкової школи XVIII століття.

## Біографія
Леклер був старшим з восьми дітей Антуана Леклера, ткача і віолончеліста, і з дитинства також освоював швейне ремесло, гру на скрипці і танець. У 1716 році він був зарахований в балетну трупу Ліонського оперного театру, виступав як скрипаль і танцюрист в Руані, одружився з танцівницею Марі-Роз Кастані. У 1722—1726 роках в Турині він грав на королівських весільних урочистостях і працював як балетмейстер, а також вдосконалював майстерність у Джованні Баттісти Соміса.
Повернувшись через рік у Париж, Леклер під патронажем багатого комерсанта виступає в «Духовних концертах» і пише свої перші твори — 12 сонат для скрипки і бассо контінуо. Музична громадськість схвально прийняла їх, відзначивши хороший композиторський почерк і власний стиль автора.
Як виконавець Леклер також мав великий успіх, однією з помітних подій в його житті стали виступи в Лондоні при королівському дворі разом з відомим італійським скрипалем П'єтро Локателлі. Так було покладено початок тривалому періоду суперництва італійської та французької виконавських шкіл. Виконання Леклера характеризувалося красою звучання і ритмічною свободою, в той час як Локателлі вражав слухачів філігранною технікою. Критики назвали гру Леклера «ангельською», а Локателлі — «диявольською». Суперники на сцені, в житті обидва скрипаля були друзями, разом працювали над низкою творів, музикознавці відзначають вплив стилю Локателлі на деякі сонати Леклера. Леклер також співпрацював із іншими відомими музикантами свого часу, наприклад, з клавесиністом Андре Шероном.
Перша дружина Леклера померла в 1728 році, і через два роки він одружився вдруге на Луїзі Руссель, що працювала у видавництві і брала участь у виданні низки його творів.
Справжнє визнання виконавської майстерності Леклера прийшло в 1733 році, коли французький король Людовік XV запросив його на посаду придворного скрипаля. В знак подяки музикант присвятив царственій особі кілька своїх сонат. При дворі Леклер зблизився з відомими виконавцями: виконавцем на віолі Антуаном Форкре і скрипалем Жаном-П'єром Гіньоном. Леклер був одним з небагатьох, кому дозволялося грати при дворі власні твори, в той час як звичайну основу репертуару придворних музикантів становила музика старих майстрів, таких як Жан-Батіст Люллі. У 1737 році Леклер і Гіньон посварилися через право бути керівником королівського оркестру, і хоча через деякий час вони прийшли до рішення диригувати поперемінно з періодом в один місяць, Леклер незабаром подав у відставку і покинув Париж.
Незабаром він отримав запрошення до нідерландського королівського двору від принцеси Анни, яка сама добре грала на клавесині і вчилася у Георга Фрідріха Генделя. Згідно з договором, Леклер кожен рік повинен був протягом трьох місяців перебувати при дворі. У 1740 році він почав працювати в Гаазі, де диригував оркестром. Три роки потому комерсант, який фінансував оркестр, збанкрутував, і Леклер повернувся в Париж, де і провів решту роки життя, зрідка виїжджаючи в Ліон.
З середини 1740-х років Леклер займався приватним викладанням і композицією. В 1746 році була поставлена його єдина опера «Сцилла і Главк». Написана в дусі Рамо («музична трагедія в п'яти актах), опера витримала близько 20 вистав за два місяці, а потім була знята з репертуару.
У 1748 році він поступив на службу до герцога Грамонського, який раніше вчився у нього, і працював композитором і диригентом у його приватному театрі. Герцогу Леклер присвятив кілька інструментальних і вокальних творів. У 1758 році музикант розлучився з дружиною і поселився в купленому незадовго до того будинку в неблагополучному кварталі на околиці Парижа.
Вранці 23 жовтня 1764 року Леклер був знайдений убитим на порозі свого будинку. Злочин так і не було розкрито, хоча у поліції було троє підозрюваних: садівник, що знайшов труп, дружина Леклера та його племінник (саме на нього вказувала більшість доказів).

## Творчість
Леклер зіграв важливу роль в історії скрипкового виконання. Володіючи видатною майстерністю, він дав поштовх розвитку французької    скрипкової    школи. Леклер вважався визнаним майстром сонатного жанру, творцем французького скрипкового концерту☃☃. Серед прийомів, які він використовував — подвійні трелі, тремоло лівою рукою, гра у високих позиціях та ін. Незважаючи на те, що стиль його виконання часто однозначно позначається як «французький», деякі риси явно вказують на вплив італійської школи, наприклад, використання довгого, тартінієвого смичка. У Леклера було багато учнів, багато з яких стали згодом відомими скрипалями.
Як композитор він також має велике значення. У своїх сонатах і концертах, відштовхуючись від форми і стилю Арканджело Кореллі і Антоніо Вівальді, відповідно, він формує власну манеру письма. Гармонія його барвиста і яскрава — він застосовує хроматичні послідовності акордів та енгармонічні модуляції. Його музика відрізняється витонченістю і благородством звучання.

### Основні твори
- Опера «Сцилла і Главк» (Париж, 1746)
- 12 концертів для скрипки з оркестром
- 48 сонат для скрипки і бассо контінуо в чотирьох зошитах
- Тріо-сонати для двох скрипок і бассо контінуо
- «Музичні розваги для легкого виконання» для скрипки і бассо контінуо
- Музика для різних балетів та вистав з співом (часто у співавторстві, багато рукописів втрачено)